# (36733) 2000 RY51
2000 RY51 (asteroide 36733) é um asteroide da cintura principal. Possui uma excentricidade de 0.16807940 e uma inclinação de 4.22868º.
Este asteroide foi descoberto no dia 5 de setembro de 2000 por LINEAR em Socorro.